# Vanja Vlahović
Vanja Vlahović (cirílico serbio: Вања Влаховић; Belgrado, 23 de marzo de 2004) es un futbolista serbio que juega como centrocampista en el Spezia Calcio de la Serie B.

## Primeros años
Nació en 2004 en Belgrado, Serbia.

## Trayectoria
Comenzó su carrera en el Partizán de Belgrado. En 2022 fue cedido al F. K. Teleoptik. En 2023, fichó por el Atalanta sub-23.

## Estilo de juego
Se desenvuelve principalmente como centrocampista. Se ha dicho de él que tiene "un excelente sentido del espacio, profundidad ofensiva, especialmente en espacios reducidos".

## Vida personal
Es hermano del futbolista serbio Igor Vlahović.

## Estadísticas

### Clubes
Actualizado al último partido disputado el 29 de octubre de 2024.
| Club                        | Div.          | Temporada     | Liga  | Liga  | Liga   | Copas nacionales | Copas nacionales | Copas nacionales | Copas internacionales | Copas internacionales | Copas internacionales | Total | Total | Total  |
| Club                        | Div.          | Temporada     | Part. | Goles | Asist. | Part.            | Goles            | Asist.           | Part.                 | Goles                 | Asist.                | Part. | Goles | Asist. |
| --------------------------- | ------------- | ------------- | ----- | ----- | ------ | ---------------- | ---------------- | ---------------- | --------------------- | --------------------- | --------------------- | ----- | ----- | ------ |
| Atalanta B. C. U23 · Italia | 3.ª           | 2023-24       | 17    | 5     | 0      | —                | —                | —                | —                     | —                     | —                     | 17    | 5     | 0      |
| Atalanta B. C. U23 · Italia | 3.ª           | 2024-25       | 9     | 9     | 4      | 2                | 1                | 0                | —                     | —                     | —                     | 11    | 10    | 4      |
| Atalanta B. C. U23 · Italia | Total club    | Total club    | 26    | 14    | 4      | 2                | 1                | 0                | 0                     | 0                     | 0                     | 28    | 15    | 4      |
| Atalanta B. C. · Italia     | 1.ª           | 2024-25       | 2     | 0     | 0      | 0                | 0                | 0                | 0                     | 0                     | 0                     | 2     | 0     | 0      |
| Atalanta B. C. · Italia     | Total club    | Total club    | 2     | 0     | 0      | 0                | 0                | 0                | 0                     | 0                     | 0                     | 2     | 0     | 0      |
| Total carrera               | Total carrera | Total carrera | 28    | 14    | 4      | 2                | 1                | 0                | 0                     | 0                     | 0                     | 30    | 15    | 4      |